# Demonii lui Da Vinci
Da Vinci's Demons este un serial de televiziune american dramatic de ficțiune despre viața timpurie a  artistului, inventatorului și a geniului intelectual Leonardo da Vinci. A avut premiera pe canalele Fox și Starz. Scenariul este scris de David S. Goyer și producător este Adjacent Productions (de la BBC). Filmările au avut loc la studiourile Bay din Neath, Port Talbot și Swansea în Țara Galilor.
Au fost comandante opt episoade de către Starz, premiera serialului având loc la 12 aprilie 2013.
La 17 aprilie 2013, rețeaua  Starz a anunțat că a semnat un contract pentru realizarea unui al doilea sezon în 2014. Goyer a anunțat că scenariștii de benzi desenate de la Marvel, Jonathan Hickman (Avengers) și Matt Fraction (Hawkeye) au fost angajați pentru a scrie două episoade ale celui de-al doilea sezon.

## Prezentare
Seria urmărește povestea „nespusă” a geniului Leonardo Da Vinci în timpul primilor ani ai Florenței renașcentiste. Ca un artist de 25 de ani, inventator, spadasin, iubitor, visător și idealist, el se zbate să trăiască înăuntru limitelor propriei sale realități și timp, de vreme ce el începe nu numai să vadă viitorul, dar și să-l inventeze.
Da Vinci’s Demons nu e un documentar despre Leonardo Da Vinci, deși la prima vedere poate aceasta este impresia pe care o lasă. Este o operă de ficțiune care se inspiră din viața acestuia. Serialul îl are în prim plan pe Da Vinci, cu tot ceea ce îl reprezintă și l-a făcut faimos: inspirație,doza de nebunie, genialitate, pasiune, artă. Personajul din serial trezește sentimente mixte: unii îl condamnă, alții îl invidiază, unii îl venerează, alții caută să-l distrugă. Dar el reușește de fiecare dată să iasă din orice impas prin meticulozitate, calculând, analizând, plănuind câte ceva. Serialul are câte puțin din fiecare gen : scene dramatice, strategii de luptă, trădări dar și dragoste și erotism, trezind interesul în orice iubitor de seriale.

## Distribuție

### Roluri principale
- Tom Riley ca Leonardo da Vinci[9][10]
- Laura Haddock ca Lucrezia Donati[9], the mistress of Lorenzo Medici and lover of Leonardo da Vinci.[11]
- Blake Ritson este Contele Girolamo Riario[9][12]
- Elliot Cowan ca Lorenzo Medici[9]
- Allan Corduner ca Andrea Verrocchio
- Lara Pulver este Clarice Orsini, Lorenzo Medici's seductive and politicallyminded wife.[9][13]
- Gregg Chillin ca Zoroaster[9]
- Hera Hilmar ca Vanessa[9]
- Eros Vlahos ca Nico[9]
- James Faulkner ca Papa Sixtus al IV-lea[9]
- Tom Bateman ca Giuliano Medici[9][14]
- Alexander Siddig ca Al-Rahim[9][15]
- Paul Westwood ca Niccolò Ardinghelli
- Jan Erik Madsen ca Zircher[16]
- James Bryhan ca Nobil

### Roluri secundare
- Hugh Bonneville ca Ducele Milanului

## Prezentare generală a serialului
| Sezon | Sezon | Episoade | Premiera la TV     | Premiera la TV    | Lansare DVD & Blu-ray | Lansare DVD & Blu-ray | Lansare DVD & Blu-ray |
| Sezon | Sezon | Episoade | Premiera sezonului | Finalul sezonului | Regiunea 1            | Regiunea 2            | Regiunea 4            |
| ----- | ----- | -------- | ------------------ | ----------------- | --------------------- | --------------------- | --------------------- |
|       | 1     | 8        | 12 aprilie 2013    | 7 iunie 2013      | TBA                   | 28 octombrie 2013     | TBA                   |
|       | 2     | 10       | 22 martie 2014     | 31 mai 2014       | TBA                   | 3 martie 2015         | TBA                   |
|       | 3     | 10       | 24 octombrie 2015  | 24 octombrie 2015 | TBA                   | TBA                   | TBA                   |

### Episoade
| Nr. | Titlu            | Regizor        | Scenarist(i)                                                          | Premiera        | Audiență SUA (milioane) |
| --- | ---------------- | -------------- | --------------------------------------------------------------------- | --------------- | ----------------------- |
| 1   | „The Hanged Man” | David S. Goyer | David S. Goyer                                                        | 12 aprilie 2013 | 1.05                    |
| 2   | „The Serpent”    | David S. Goyer | David S. Goyer & Scott M. Gimple                                      | 19 aprilie 2013 | 0.51                    |
| 3   | „The Prisoner”   | Jamie Payne    | Povestea: Scott M. Gimple Scenariul: Scott M. Gimple & David S. Goyer | 26 aprilie 2013 | TBA                     |
| 4   | „The Magicians”  | TBA            | TBA                                                                   | 3 mai 2013      | TBA                     |
| 5   | „The Tower”      | TBA            | TBA                                                                   | 10 mai 2013     | TBA                     |
| 6   | „The Devil”      | TBA            | TBA                                                                   | 17 mai 2013     | TBA                     |
| 7   | „The Hierophant” | TBA            | TBA                                                                   | 31 mai 2013     | TBA                     |
| 8   | „The Lovers”     | TBA            | TBA                                                                   | 7 iunie 2013    | TBA                     |

## Legături externe
- Official website
- Da Vinci's Demons la Internet Movie Database
- Russian fans Arhivat în 28 aprilie 2013, la Wayback Machine.
- http://www.cinemagia.ro/filme/da-vincis-demons-578838/
- https://serialeprime.com/seriale/demonii-lui-da-vinci/ Arhivat în 30 septembrie 2017, la Wayback Machine.